# Vid (Ungarn)
Vid ist eine ungarische Gemeinde im Kreis Devecser im Komitat Veszprém.

## Geografische Lage
Vid liegt 45,5 Kilometer südwestlich des Komitatssitzes Veszprém und 14 Kilometer nordwestlich der Kreisstadt Devecser an dem Fluss Hajagos. Nachbargemeinden sind Nagyalásony, Somlóvecse und Kisszőlős.

## Geschichte
Vid wurde 1393 erstmals urkundlich erwähnt. Im Jahr 1913 gab es in der damaligen Kleingemeinde 66 Häuser und 345 Einwohner auf einer Fläche von 553 Katastraljochen. Sie gehörte zu dieser Zeit zum Bezirk Devecser im Komitat Veszprém.

## Sehenswürdigkeiten
- Römisch-katholische Kirche Szentháromság
- Weltkriegsdenkmal

## Verkehr
Durch den Ort führt die Landstraße Nr. 8403. Es bestehen Busverbindungen nach Dabrony, Pápa sowie über Somlóvásárhely und Devecser nach Ajka. Der nächstgelegene Bahnhof befindet sich in Somlóvásárhely.